# Washington Bullets 1978-1979
La stagione 1978-79 dei Washington Bullets fu la 18ª nella NBA per la franchigia.
I Washington Bullets vinsero la Atlantic Division della Eastern Conference con un record di 54-28. Nei play-off vinsero la semifinale di conference con gli Atlanta Hawks (4-3), la finale di conference con i San Antonio Spurs (4-3), perdendo poi la finale NBA i Seattle SuperSonics (4-1).

## Eastern Conference
| Squadra            | V  | P  | %    | GB |
| ------------------ | -- | -- | ---- | -- |
| Washington Bullets | 54 | 28 | 65,9 | -  |
| Philadelphia 76ers | 47 | 35 | 57,3 | 7  |
| N.J. Nets          | 37 | 45 | 45,1 | 17 |
| N.Y. Knicks        | 31 | 51 | 37,8 | 23 |
| Boston Celtics     | 29 | 53 | 35,4 | 25 |

## Roster
| \| Pos. \| Num. \| Naz. \| Nome \| Altezza \| Peso \| Data nascita \| Provenienza \| \| ---- \| ---- \| ---- \| ---------------- \| ------- \| ------ \| ------------ \| --------------- \| \| A \| 42 \| \| Ballard, Greg \| 201 cm \| 98 kg \| 29-01-1955 \| Oregon \| \| G \| 45 \| \| Chenier, Phil \| 191 cm \| 82 kg \| 30-10-1950 \| UC Berkeley \| \| C \| 40 \| \| Corzine, Dave \| 211 cm \| 113 kg \| 25-04-1956 \| DePaul \| \| G/AP \| 10 \| \| Dandridge, Bob \| 198 cm \| 88 kg \| 15-11-1947 \| Norfolk State \| \| G/AP \| 35 \| \| Grevey, Kevin \| 196 cm \| 95 kg \| 12-05-1953 \| Kentucky \| \| A/C \| 11 \| \| Hayes, Elvin \| 206 cm \| 107 kg \| 17-11-1945 \| Houston \| \| G \| 14 \| \| Henderson, Tom \| 191 cm \| 86 kg \| 26-01-1952 \| Hawaiʻi \| \| G \| 15 \| \| Johnson, Charles \| 183 cm \| 77 kg \| 31-03-1949 \| UC Berkeley \| \| A/C \| 25 \| \| Kupchak, Mitch \| 206 cm \| 104 kg \| 24-05-1954 \| North Carolina \| \| G/AP \| 22 \| \| Phegley, Roger \| 198 cm \| 93 kg \| 16-10-1956 \| Bradley \| \| A/C \| 41 \| \| Unseld, Wes \| 201 cm \| 111 kg \| 14-03-1946 \| Louisville \| \| G \| 32 \| \| Wright, Larry \| 185 cm \| 73 kg \| 23-11-1954 \| Grambling State \| | Allenatore - Dick Motta Assistente/i - Bernie Bickerstaff Legenda - (C) Capitano - (FA) Free agent - (S) Sospeso - (TW) Contratto Two-way - (GL) Assegnato a squadra G League affiliata - Infortunato Roster • Transazioni · Ultima transazione: 30 giugno 1979 |                        |                  |         |        |              |                 |
| Pos. | Num. | Naz.                   | Nome             | Altezza | Peso   | Data nascita | Provenienza     |
| A | 42 | Stati Uniti (bandiera) | Ballard, Greg    | 201 cm  | 98 kg  | 29-01-1955   | Oregon          |
| G | 45 | Stati Uniti (bandiera) | Chenier, Phil    | 191 cm  | 82 kg  | 30-10-1950   | UC Berkeley     |
| C | 40 | Stati Uniti (bandiera) | Corzine, Dave    | 211 cm  | 113 kg | 25-04-1956   | DePaul          |
| G/AP | 10 | Stati Uniti (bandiera) | Dandridge, Bob   | 198 cm  | 88 kg  | 15-11-1947   | Norfolk State   |
| G/AP | 35 | Stati Uniti (bandiera) | Grevey, Kevin    | 196 cm  | 95 kg  | 12-05-1953   | Kentucky        |
| A/C | 11 | Stati Uniti (bandiera) | Hayes, Elvin     | 206 cm  | 107 kg | 17-11-1945   | Houston         |
| G | 14 | Stati Uniti (bandiera) | Henderson, Tom   | 191 cm  | 86 kg  | 26-01-1952   | Hawaiʻi         |
| G | 15 | Stati Uniti (bandiera) | Johnson, Charles | 183 cm  | 77 kg  | 31-03-1949   | UC Berkeley     |
| A/C | 25 | Stati Uniti (bandiera) | Kupchak, Mitch   | 206 cm  | 104 kg | 24-05-1954   | North Carolina  |
| G/AP | 22 | Stati Uniti (bandiera) | Phegley, Roger   | 198 cm  | 93 kg  | 16-10-1956   | Bradley         |
| A/C | 41 | Stati Uniti (bandiera) | Unseld, Wes      | 201 cm  | 111 kg | 14-03-1946   | Louisville      |
| G | 32 | Stati Uniti (bandiera) | Wright, Larry    | 185 cm  | 73 kg  | 23-11-1954   | Grambling State |